# Maleisië van A tot Z

Locatie van Maleisië

## A
Air Asia - Andamanse Zee - Austronesische talen - Aziatische weg 2

## B
Pulau Balambangan - Batugrotten - Kasma Booty -
Borneo

## C
Cacao - Cameron Highlands - Crocker Range - Crocker Range Nationaal Park

## D
Beschermd gebied van de Danumvallei

## E
Endemische diersoorten uit Maleisië - Endemische plantensoorten uit Maleisië

## F
Federatie van Malaya

## G
Gandaria - George Town - Geschiedenis van Maleisië - Golf van Thailand - Golok (rivier) - Grote Soenda-eilanden - Gunung Kinabalu

## H
Hindoeïsme

## I
Indische Archipel - Ipoh -
ISO 3166-2:MY

## K
Kinabatanganrivier - Koningen van Maleisië - Koningscobra - Kota Belanda - Kota Kinabalu - Kuala Lumpur

## L
Labuan (federaal territorium) - Langkawi - Legoland Maleisië - Lenggong - Lijst van grote Maleisische steden

## M
Malakka (schiereiland) - Malakka (staat) - Malakka (stad) - Malaya - Malayo-Polynesische talen - Malaysia Airlines - Maleis - Maleisisch - Maleisië - Maleisische boomslang - Mount Kinabalu

## N
Nationaal park Bako - Nationaal park Gunung Mulu · Nationaal park Kinabalu - Nationaal Park Niah - Nationaal park Taman Negara - Negeri Sembilan - Netpython - Noord-Borneo - Negaraku

## O
Oost-Maleisië

## P
Pahang (rivier) - Penang (eiland) - Perlis - Perodua - Petronas Twin Towers - Redza Piyadasa - Proton - Pulau Banggi - Pulau Mabul - Pulau Pangkor

## R
Ringgit

## S
Ali Khan Samsudin - Sarawak - Sembilang - Sipadan - Soenda-eilanden - Spratly-eilanden - Straat Johore - Straat Malakka - Staten van Maleisië - Sribuat - Sultan Azlan Shah Cup (hockey) / 2001 - Sumatraanse neushoorn

## T
Tamil - Tioman - Trusmadi - Turtle Islands Park

## V
Vlag van Maleisië - Vlinderagame

## W
Wereldkampioenschap hockey (1975)

## Y
- Ken Yeang

## Z
Zeekrokodil - Zuidoost-Azië - Zwartkopboomslang